# Alexander Becker
Alexander Kasparovich Becker (Antica Sarepta, agosto 1818 – Antica Sarepta, 1901) è stato un botanico ed entomologo tedesco.

## Biografia
Si diplomò presso il liceo ginnasio di Sarepta. Quindi insegnò musica e più tardi fu organista nella chiesa luterana locale.
Fu autore di articoli pubblicati nel Bollettino della Società di Storia Naturale moscovita. Fu membro della Società Naturalista di Mosca, della Società Russa di Orticultura di San Pietroburgo, della Società entomologica di Stettino e membro corrispondente della Società Entomologica Russa di San Pietroburgo.
Nel 1871 effettuò un viaggio di studio lungo il corso del Volga, descrivendo la Storia naturale di ogni regione attraversata.
Raccolse molti campioni di flora russa endemica.

## Opere principali
- Сборник сведений о флоре средней России, Москва, 1886 ("Raccolta di informazioni sulla flora della Russia centrale, Mosca, 1886")